# Colonia Vicente Guerrero, Arcelia
Colonia Vicente Guerrero är en ort i Mexiko.   Den ligger i kommunen Arcelia och delstaten Guerrero, i den södra delen av landet, 180 km sydväst om huvudstaden Mexico City. Colonia Vicente Guerrero ligger 632 meter över havet och antalet invånare är 133.
Terrängen runt Colonia Vicente Guerrero är huvudsakligen kuperad, men söderut är den bergig. Runt Colonia Vicente Guerrero är det ganska glesbefolkat, med 38 invånare per kvadratkilometer. Närmaste större samhälle är Arcelia, 13,5 km nordväst om Colonia Vicente Guerrero. I omgivningarna runt Colonia Vicente Guerrero växer huvudsakligen savannskog.